# Музей стальных перьев
Музей стальных перьев (англ. Pen Museum) — музей в городе Бирмингем (Великобритания), посвящённый торговле стальными перьями в Бирмингеме. Единственный музей в Великобритании, посвящённый истории производства и торговли перьями.
Музей находится в ведении благотворительной организации «Бирмингемская ассоциация наследия торговли перьями» и расположен в Квартале ювелиров Бирмингема, в здании Argent Centre. Здание Argent Centre является официальным памятником архитектуры Англии категории Grade II *
Музей был открыт в апреле 2001 года, а в июне 2002 года открылась прилегающая к нему галерея Philp Poole Room. В апреле 2011 года были открыты библиотека Карла Чинна и Зал Сообщества.
Экспозиция музея представляет историю торговли стальными перьями, которая процветала в Бирмингеме в XIX веке: в момент наивысшего расцвета отрасли в городе насчитывалось порядка 100 компаний — продавцов стальных перьев. Но по мере замены стальных перьев на авторучки и шариковые ручки отрасль пришла в упадок.
В музее представлена информация об истории многих компаний, их собственниках и сотрудниках, а также технологиях изготовления стальных перьев. В одном из залов находятся арт-объекты, созданные исключительно из перьев: звёзды, пирамиды и пр. Коллекция музея включает и другие предметы, связанные с историей письма: чернильницы, секретеры и др.
В экспозиционых залах размещены информационные стенды, экскурсии проводят гиды-волонтёры, которые также организуют мастер-классы по использованию различных разновидностей пишущих перьев (как стальных, так и гусиных), первых образцов пишущих машинок и использованию шрифта Брайля.
Раз в неделю по субботам в Зале сообщества проводятся уроки каллиграфии. В музее также проводятся семинары на различные темы для организованных групп посетителей, лекции по истории торговли стальными перьями, а также генеалогические исследования. В музее есть магазин, где продаются книги и сувениры, связанные с историей торговли стальными перьями.